# Departamento de Corrección y Rehabilitación de Puerto Rico

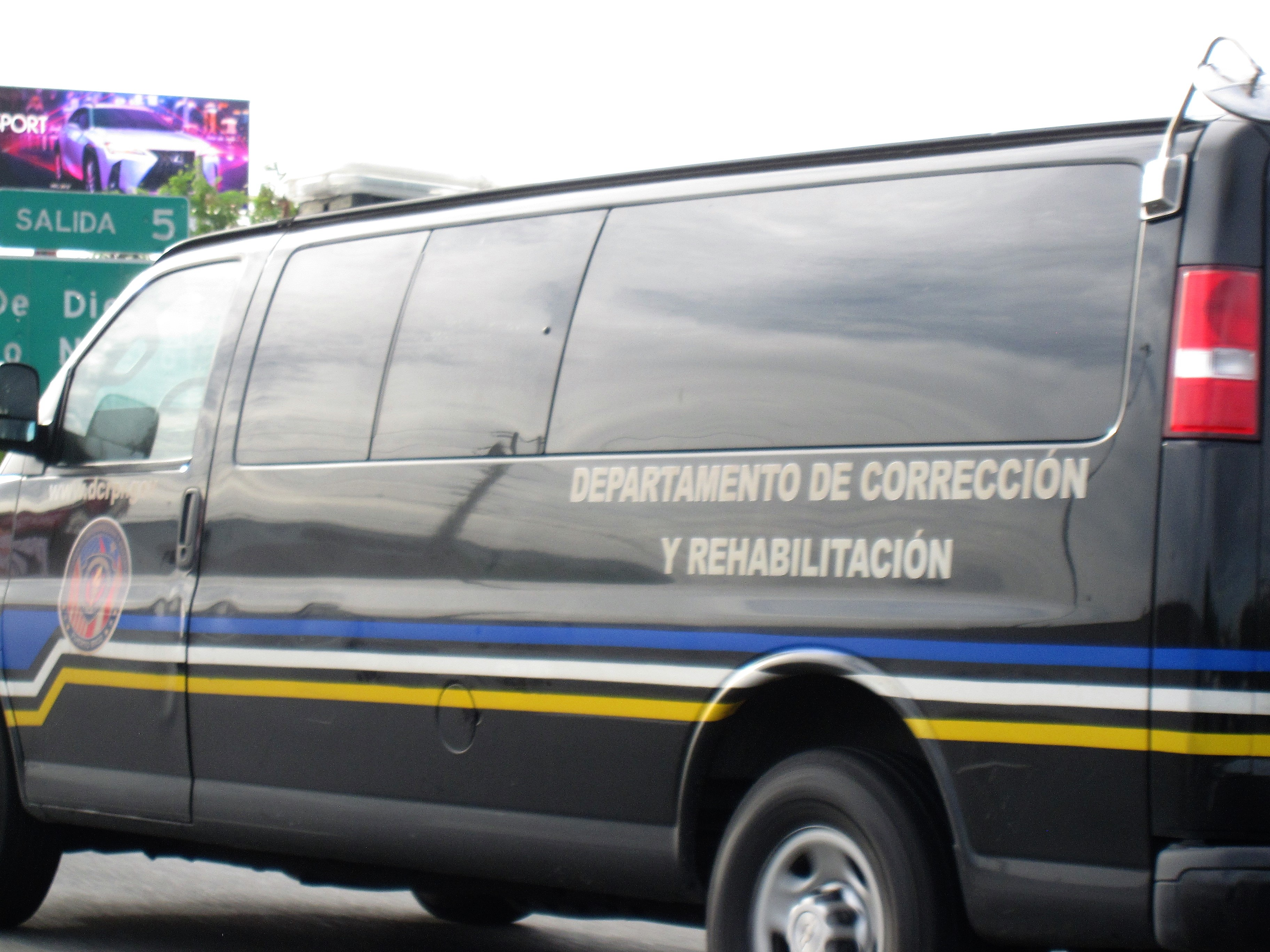
Vehículo del Departamento de Corrección y Rehabilitación.

El Departamento de Corrección y Rehabilitación de Puerto Rico, una agencia de Puerto Rico, gestiona prisiones y cárceles. Tiene su sede en San Juan. El departamento tiene la Administración de Corrección (AC), la Administración de Instituciones Juveniles (AIJ), la Corporación de Empresas de Adiestramiento y Trabajo (CEAT), la Oficina de Servicios con Antelación al Juicio (OSAJ), y la Junta de Libertad Bajo Palabra (JLBP).